# Bulé

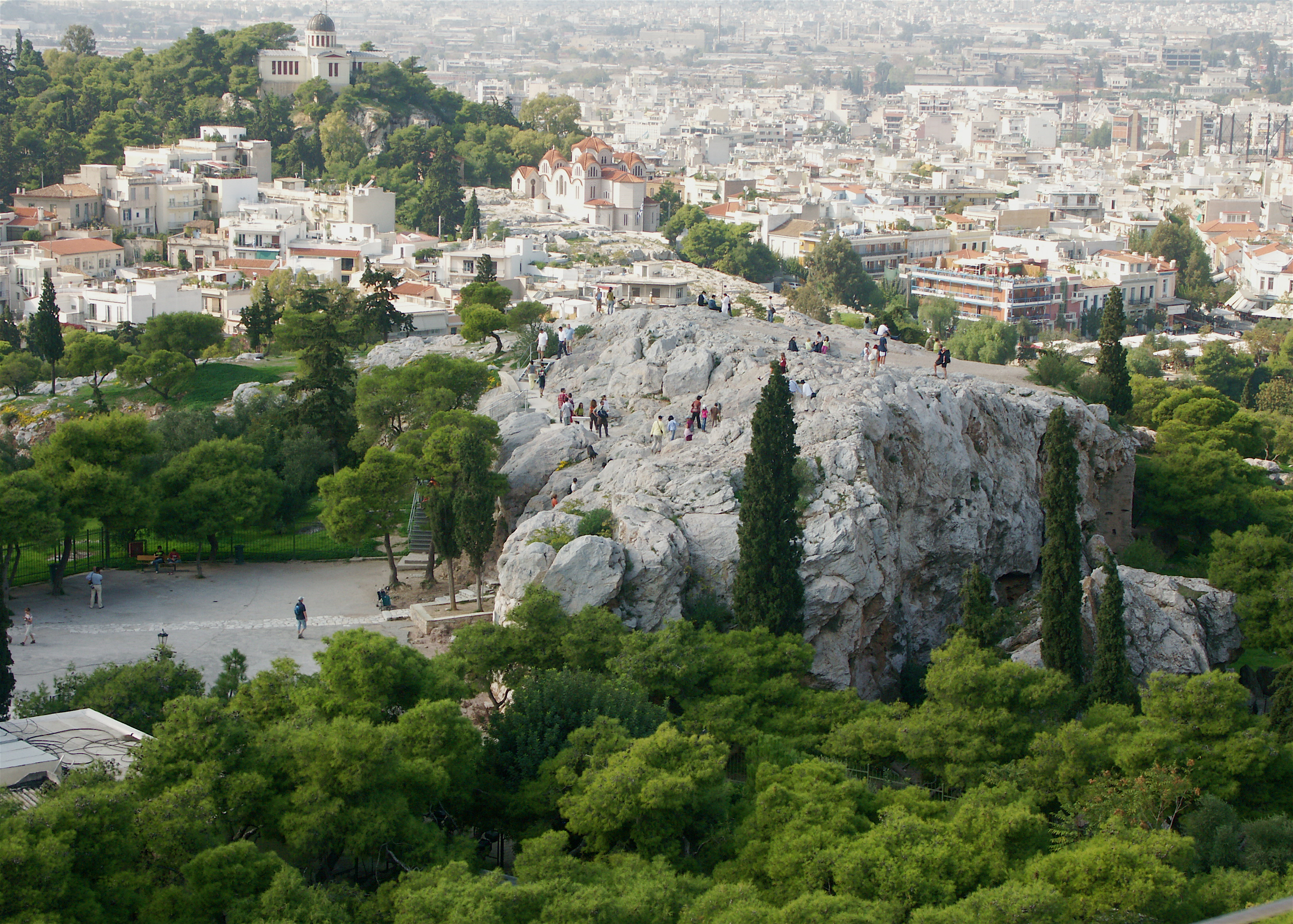
O Areópago visto desde a Acrópole.

Se procura a instituição similar da França revolucionária, veja Conselho dos Quinhentos.
A Bulé (AFI: [buːˈlɛː], em grego Βουλή: "conselho", plural: boulai) era uma assembleia restrita de cidadãos encarregados de deliberar sobre os assuntos correntes nas pólis (cidades) da Grécia Antiga. 
A bulé reunia-se quase sempre em um edifício especialmente construído ou adaptado para o efeito, designado por buleutério.

## Etimologia
O nome deste órgão tem por vezes sido traduzido por conselho, ou mais raramente por senado.

## História

### Origem
A Ilíada, quando relata Guerra de Troia, que se supõe ter ocorrido no Período Arcaico, descreve a bulé como a assembleia dos chefes gregos que debatem, a pedido de Agamenón, questões de estratégia e de governo. A partir deste tipo de estrutura, composta por nobres que aconselhavam um rei mais poderoso, a denominação da bulé foi adoptada para designar diferentes instituições, com funções e poderes variáveis segundo os regimes políticos e as épocas. 
Nos regimes oligárquicos, o cargo de buleuta era hereditário, enquanto que na Atenas democrática e seus émulos, era outorgado por estococracia.
A constituição e funcionamento da vasta maioria das bulas é desconhecida, pois só a bulé ateniense está descrita por abundantes fontes históricas, especialmente na Constituição dos Atenienses, atribuída a Aristóteles e a seus discípulos do Liceu, redigida por volta do ano 330 a.C..

## Bulé de Atenas
A mais conhecida das bulas (boulai) foi a da antiga Atenas, também designada por Conselho dos Quinhentos, criada por iniciativa de Sólon, no século VI a.C., com o objectivo de preparar e organizar os trabalhos da assembleia do povo, a eclésia. Até então, em Atenas chamava-se bulé ao Conselho do Areópago, na colina de Ares.
A assembleia criada por iniciativa de Sólon era constituída por 400 membros (o Conselho dos Quatrocentos), escolhidos anualmente por sorteio entre os homens livres com mais de 30 anos de idade, denominados bulentas. Mais tarde, Clístenes aumentou a assembleia para 500 membros, democratizando-a e atribuindo-lhe um carácter executivo. Com estas reformas, Clístenes converteu a bulé de Atenas na base do seu famoso sistema político. A partir de então, esta assembleia, cujos membros recebiam um pagamento de 5 óbolos, assumiu as funções de verdadeiro órgão de governo da democracia, exercendo funções deliberativas, administrativas e judiciais.
Para facilitar a ordem dos trabalhos, a bulé era dividida em 10 comissões, chamadas pritanias, cada uma delas composta por 50 membros.
Os membros da bulé deviam submeter-se a um rigoroso exame sobre sua idoneidade, estavam isentos do serviço militar, ocupavam um lugar especial nos teatros e tinham o direito de ser julgados pelos seus pares.

### Evolução da bulé
O conselho original de Atenas foi o Areópago. Era composto por ex-arcontes e tinha carácter aristocrático.
A partir daquele órgão, a bulé ateniense terá sido estabelecida por Sólon em 594 a.C.. Era inicialmente composta por 400 homens, dos quais 100 eram oriundos de cada uma das classes censitárias atenienses: pentacosiomedimnos; os cavaleiros (hipeis); os zeugitas; e os tetes. Pouco se conhece do funcionamento e do papel exacto da bulé ateniense nesta época, pois mesmo a sua existência foi posta em dúvida. 
Com a reforma de Clístenes, assente especialmente na eclésia, a assembleia soberana que exercia o essencial do poder legislativo e onde podia participar qualquer cidadão, a bulé evoluiu para uma assembleia de 500 membros, renovados em cada ano, chamada Conselho dos Quinhentos, nome que depois foi utilizado, embora indevidamente, como sinónimo da própria bulé. Naquela assembleia, por cada uma das dez novas tribos criadas, eram designados 50 cidadãos por sorteio entre listas de voluntários redigidas pelos demos. Os cidadãos atenienses podiam apenas ser membros da bulé por duas vezes ao longo da sua vida.
Depois das reformas de Péricles esta magistratura foi substituída pelo misthos. 
O principal papel da bulé era recolher as propostas de lei feitas pelos cidadãos, os probuleuma (προβούλευμα), estudá-las e estabelecer a ordem do dia das sessões da eclésia, que deveria  convocar. Não havia concorrência de funções entre a bulé e a eclésia, pois cada uma das instituições tinha poderes e objectivos bem definidos.
A bulé tinha uma presidência rotativa, a pritania, com a duração de um mês ateniense, que era sucessivamente assegurada pelos buleutas de uma tribo. O mandato do buleuta era anual, e o ano ateniense constava de 10 meses, pelo que todos os buleutas chegavam a ser pritano pelo menos uma vez. 
Entre os pritanos orteava-se diariamente um Presidente do Conselho, o epístata. Este era responsável pela boa condução das sessões da bulé e da eclésia. No caso de promulgação ou de discussão de um decreto contrário às leis da cidade sob a sua curta presidência, podia ser condenado a uma grave sanção pelo procedimento da graphè para nomon (em grego: γραφή παρά νόμων).
Na prática os probuleuma eram formulados pelos buleutas que os transmitiam de seguida aos pritanos em exercício, os quais discutiam entre eles, e depois com o conjunto dos buleutas, a oportunidade de convocar uma sessão da eclésia onde estes fossem incluídos na ordem do dia. 
Para além disso, a bulé estava encarregada de verificar que as leis e decretos promulgados pela eclésia, que eram em geral oriundos dos probuleuma, com eventuais emendas e adições, não atentavam contra as leis fundamentais da cidade. Apesar disso, a bulé não podia exercer poder de bloqueio, transmitindo sempre aos magistrados, para a execução e colocação na ágora, os decretos votados pela assembleia. Assim, a eclésia permaneceu soberana nas suas decisões, funcionando sempre com órgão de última instância.
Ao longo dos séculos, a bulé recebeu novas atribuições, em particular as de acusação pública, especialmente nos processos de graphè para nomon e de 'eisangelia. Por esta via, a bulé detinha uma pequena, mas importante, parte do poder judicial.
- A graphè para nomon (grego: γραφή παρά νόμων) de graphè (grego: γραφή) era a condução de uma acção na justiça pública em oposição à dice (grego: δίκη), uma acção na justiça privada. A graphè para nomon era, literalmente, uma acção pública, interposta perante a justiça, especificamente destinada a defender as leis. Traduzia-se na possibilidade oferecida a todos os cidadãos de solicitar a abrogação de um decreto ou de uma lei, no momento de sua proposição e durante o ano que se seguia à sua adopção, caso se demonstrasse que as leis fundamentais da cidade eram infringidas ou postas em perigo por aquele diploma. O autor, mas também o epístata que presidia à Assembleia no dia da votação, podia ser perseguido judicialmente e condenado a graves sanções. Este procedimento judicial começava na Pnyx, mas o julgamento era feito pelos helíastas. O procedimento de graphè para nomon tinha como objectivo proteger a democracia dos excessos da maioria soberana, um sistema de regulação particularmente inovador e pioneiro, já que este risco nem foi percebido nas democracias representativas que mais tarde foram teorizadas por Alexis de Tocqueville). Com ele, a cidade punha as suas instituições ao abrigo dos demagogos e do clientelismo. Neste sentido, prosseguia os mesmos fins do ostracismo, desaparecido em 417 a.C..

- A eisangelia (grego: ἡ εἰσαγγελία, literalmente o anúncio) era a denúncia pública de um cidadão ou de um magistrado, feita perante a eclésia, no qual era acusado de uma acção política ou de um delito que feria os interesses da cidade, como casos de corrupção ou de fomento ou participação numa conspiração. Se, pelo seu voto, a eclésia decidia seguir com uma acusação, o processo era submetido à bulé, que redigia então um probuleuma para definir precisamente o delito e propor a sanção. A eclésia decidia então julgar ela mesma o assunto, produzindo alegações dirigidos ao povo, ou, em alternativa, levar o assunto à Heliea, caso em que as alegações eram dirigidas aos juízes.

Para além disso, a bulé exercia outra importante função: era responsável pela condução do processo de prestação de contas dos magistrados, ou seja do controlo do seu trabalho no final do mandato, e do controlo preliminar dos novos buleutas que assumiam funções, a docimasia. Ocupava-se também da recepção dos hóspedes estrangeiros no tolo.
Após a conquista de toda Grécia por Filipe II da Macedónia, as cidades perderam a sua independência, mas mantiveram uma certa autonomia. Assim, em Atenas, a bulé foi a única instituição da cidade que foi mantida, assumindo o papel de um conselho municipal. Os buleutas deixaram de ser escolhidos por sorteio ou eleição, para passarem a ser seleccionados entre os cidadãos mais ricos. Eram responsáveis pelas finanças da cidade e pela colecta dos impostos devidos ao rei, e depois, durante a dominação romana, ao imperador. Estes cidadãos tiveram de assumir as liturgias da cidade, assegurando o conforto e a diversão dos seus concidadãos, sendo recompensados e honrados com inscrições e estátuas.

## Gerúsiade Esparta
Em Esparta, e outras cidades com organização similar, as funções cometidas às bulas da maioria das cidades gregas contemporâneas eram exercidas pela Gerúsia (do grego gerousía: conselho dos anciãos) uma assembleia de 28 homens de mais de 60 anos, eleitos vitaliciamente por aclamação na Apela, a assembleia dos cidadãos. A estes juntavam-se os dois reis.
A gerúsia tinha as funções consultivas habituais de uma bulé, com destaque para a supervisão das leis. Para além disso julgava os casos criminais mais importantes, o que correspondia sensivelmente às prerrogativas do areópago, admitindo como possível a comparação com o regime ateniense, e superintendia em matéria de relações externas da cidade, orientando a atividade diplomática e decidindo sobre matérias que pudessem implicar conflitos com outras cidades.